# Alexandra Iwanowna Babinzewa
Alexandra Iwanowna Babinzewa (russisch Александра Ивановна Бабинцева; * 4. Februar 1993 in Kirow) ist eine russische Judoka. 2018 war sie Dritte der Weltmeisterschaften.

## Sportliche Karriere
Alexandra Babinzewa startete bis 2015 im Schwergewicht, der Gewichtsklasse über 78 Kilogramm. 2011 war sie Dritte der U20-Europameisterschaften und Fünfte der U20-Weltmeisterschaften. Im Jahr darauf gewann sie bei den U20-Europameisterschaften und belegte den dritten Platz bei den U23-Europameisterschaften. Bei der Universiade 2013 in Kasan belegte sie den siebten Platz in der offenen Klasse und wurde Dritte mit dem Team. 2014 wurde sie hinter der Niederländerin Tessie Savelkouls Zweite der U23-Europameisterschaften. Bei der Universiade 2015 in Gwangju gewann sie eine Bronzemedaille in der offenen Klasse. 
Am Ende des Jahres 2015 wechselte Babinzewa ins Halbschwergewicht, die Gewichtsklasse bis 78 Kilogramm. 2016 wurde sie Zweite der Militärweltmeisterschaften. Bei der Universiade 2017 in Taipeh gewann sie auch in ihrer neuen Gewichtsklasse eine Bronzemedaille. Bei den Weltmeisterschaften 2018 in Baku bezwang Babinzewa im Achtelfinale die Französin Audrey Tcheuméo, unterlag dann aber im Viertelfinale der Niederländerin Marhinde Verkerk. In der Hoffnungsrunde besiegte sie die Slowenin Klara Apotekar und im Kampf um Bronze die Chinesin Ma Zhenzhao. Zwei Monate später erkämpfte sie eine Silbermedaille bei den Militärweltmeisterschaften. 2019 schied sie im Achtelfinale der Europameisterschaften aus. Bei den Europameisterschaften 2020 in Prag belegte sie den siebten Platz. Im Jahr darauf wurden die Olympischen Spiele in Tokio ausgetragen. Babinzewa verlor im Viertelfinale gegen die Japanerin Shori Hamada und belegte letztlich den siebten Platz.